# Observatoire royal de Kew
L'Observatoire royal de Kew (Kew Royal Observatory), également connu sous le nom d'Observatoire du Roi (King's Observatory), était un observatoire astronomique et magnétique fondé par le roi George III du Royaume-Uni (1760-1820) à l'intérieur du parc du Palais de Richmond. Le site de l'observatoire occupa l'ancien prieuré Carthusian du roi Henry V d'Angleterre. Aujourd'hui, il est situé dans Old Deer Park, au nord de Richmond.

## L'Observatoire et la mesure du temps
Le rôle de l'observatoire de Kew était l'évaluation et la notation de la précision des chronomètres et chronographes. En effet, à mesure que la marine adopta l'usage des instruments horlogers comme aide à la navigation, la précision de ceux-ci devint primordiale. À cette fin fut développé un système d'évaluation astronomique au sein de plusieurs grands observatoires dont ceux de Kew, Neuchâtel et Besançon. En 1910, ce service d'évaluation sera transféré au National Physical Laboratory de Teddington. 
Le procédé de test était long et complexe, durant en moyenne près de 45 jours : chaque mouvement étant testé dans cinq positions et deux températures au cours de dix séries de quatre ou cinq jours de long. Le niveau de tolérance à l'impression était bien plus stricte que pour toute autre mesure, y compris le COSC actuel. Les mouvements qui parvenaient à passer le test recevaient la certification de viabilité de l'observatoire signée par le directeur en personne et appelée le Bulletin de Marche. Celui-ci stipulait précisément les critères d'évaluation et les performances mesurées. Les mouvements auxquels étaient décernés un Bulletin étaient alors référencés comme Chronomètres de l'Observatoire (Observatory Chronometer) et se voyaient délivrer un numéro de référence. 
L'observatoire de Kew joua un rôle essentiel dans l'amélioration de la précision des mécaniques horlogères qui conduisit à révolutionner les niveaux de précision de celles-ci. Néanmoins, le développement des mouvements à quartz atteignant un degré de précision inconnu des mouvements mécaniques provoqua l'arrêt des certifications à la fin des années 1960.
Parmi les directeurs de l'observatoire s'illustrèrent  Stephen Demainbray (en), Francis Ronalds, John Welsh (en), Balfour Stewart, G. M. Whipple, Francis John Welsh Whipple (en), Charles Chree, et George Clarke Simpson.